# Никола Марков
Никола Тотев Марков е български офицер, генерал-лейтенант.

## Биография
Никола Марков е роден на 28 февруари 1888 г. в Търново. Син е на известния адвокат Марко Тотев. През 1908 г. завършва Военното училище в София. Служи като командир на рота в двадесети пехотен полк (1912 – 1913; 1915). По-късно е комендант на лечебните курорти към щаба 1-ви пехотен полк. От 1918 г. е началник на вещевата секция. Командир на рота (ноември 1918) и дружина (декември 1918) в шестдесет и осми пехотен полк. От 1920 до 1921 г. е старши-адютант на първа пехотна дивизия. След това е началник на 17 пограничен участък. В началото на 1922 г. е назначен за началник на варненското бюро за доброволци, след което от началото на 1923 г. е началник на 6-и пограничен сектор, а от началото на 1924 г. е назначен за командир на 16 жандармерийска дружина.
През 1927 г. подполковник Марков поема командването на дружина от 8-и пехотен приморски полк, а от 1929 г. е началник на Варненското военно окръжие. По-късно същата година е назначен на служба в 4-ти пехотен плевенски полк, от 1930 г. служи в 7-и пехотен преславски полк, а от 1934 г. е на служба в 6-и пограничен сектор. През 1935 г. става помощник-командир на четвърта пехотна преславска дивизия, а от по-късно същата година е неин командир. От 1938 г. е инспектор на пехотата. Уволнен е от служба на 11 август 1941 г. Награждаван е с орден „За храброст“, 4 степен, 2 клас. През 1949 г. е въдворен в лагера Богданов дол.
Никола Марков е женен и има 1 дете.

## Книги
- Военна христоматия
- Ръководство със списък на учебни помагала за офицери и подофицери по възпитание и обучение на войниците (1934)

## Военни звания
- Подпоручик (22 септември 1909)
- Поручик (22 септември 1912)
- Капитан (1 октомври 1915)
- Майор (1 април 1919)
- Подполковник (6 май 1923)
- Полковник (15 май 1930)
- Генерал-майор (3 октомври 1936)
- Генерал-лейтенант (1940)